# Hadula rhodina
Hadula rhodina là một loài bướm đêm trong họ Noctuidae.